# Lasiomma seminitidum
Lasiomma seminitidum är en tvåvingeart som först beskrevs av Zetterstedt 1845.  Lasiomma seminitidum ingår i släktet Lasiomma och familjen blomsterflugor. Arten är reproducerande i Sverige. Inga underarter finns listade i Catalogue of Life.